# Vivebrogaard
Vivebrogaard er dannet i 1768 af Niels Møller til Dalsgaard. Gården ligger i Vive Sogn, Hindsted Herred, Ålborg Amt, Hadsund Kommune. Hovedbygningen er opført i 1881
Vivebrogaard Gods er på 201 hektar

## Ejere af Vivebrogaard
- (1768-1780) Niels Møller
- (1780-1786) Ole S. Rohde
- (1786-1800) Peder Møller
- (1800-1807) Severin Brønsdorff von Deden
- (1807-1824) Sigvard Altewelt Færch
- (1824-1829) Hans Svanholm
- (1829-1837) Johan Michael de Neergaard
- (1837-1861) Margrethe Grotum Møller gift de Neergaard
- (1861-1863) Boet efter Margrethe Grotum Møller gift Neergaard
- (1863-1885) J. Otto Johansen
- (1885-1900) Hakon Johansen (søn)
- (1900-1940) Frantz Henri Betsyon Neergaard-Petersen
- (1940-1956) Sophie Charlotte Elise Worsøe-Petersen gift Neergaard-Petersen
- (1956-1988) Erik Neergaard-Petersen (søn) / Poul Henrik Neergaard-Petersen (bror) / Caja Neergaard-Petersen gift Fagernæs (søster)
- (1988-) Aksel Wilhelm Fagernæs (søn) / Nils Peter Fagernæs (bror) / Jens Kristian Fagernæs (bror) / Carl Erik Fagernæs (bror)